# S14 (ウクライナの組織)
S14、C14またはシーチ（Sich）（ウクライナ語: Січ）は、2010年に結成されたウクライナのネオナチ組織である。2018年に、ロマの野営地への暴力的な攻撃に関与したことで有名になった。S14は、「説得力のある正当な議論」を行って、違法なロマ野営地を排除することにのみ関与していると述べた。このグループの名称の「14」というのはネオナチや白人至上主義者の有名な暗語である。

## 歴史
S14は、ウルトラナショナリスト政党全ウクライナ連合「自由」の青年部として2010年に設立された。S14は、ユーロマイダン運動（2013年11月 - 2014年2月）の間に活動した極右グループの一つだった。2018年、アゾフ大隊のナショナル・コーと並んで、S14はアメリカ合衆国国務省によって国家主義的なヘイトグループとして認められた。S14は、アゾフ大隊と社会民族会議のネオナチの目標を共有している。

## ウクライナ政府への関与問題
S14は米国務省からテロ組織と指定されている極右組織であり、警察と協力してキーウの自警組織もつくっている。青年スポーツ省から資金供与され「愛国教育プロジェクト」を主催しており、そのなかで子供たちの教育訓練キャンプを行っている。アゾフとともに退役軍人省が主催する審議会のメンバーでもある。彼らは数々の治安犯罪を犯してきたが、国や地方行政と癒着し、公然と活動してきた。S14をネオナチと呼んで批判したジャーナリストは訴えられ、有罪となっている。英国ベリングキャットはこれについて「ウクライナの裁判所がネオナチをネオナチと呼ぶことを禁じた」と報じ、司法とネオナチグループとの癒着が強く疑われている。